# Коженице (община)
Община Коженице (на полски: Gmina Kozienice) е градско-селска община (гмина) в Централно-източна Полша, Мазовско войводство, Коженишки повят. Административен център на общината е Коженице. Населението на общината през 2004 година е 30 507 души.

## Териториални показатели
Общината е с площ 245,56 km², включително: земеделска земя – 46%, горска земя – 39%. Територията на общината е 26%, а населението е 49% от Коженишкия повят.

## Населени места
Общината има 35 населени места:
- Коженице (на полски: Kozienice)
- Александровка (на полски: Aleksandrówka)
- Бжежница (на полски: Brzeźnica)
- Вилчковице Гурне (на полски: Wilczkowice Górne)
- Вуйтоство (на полски: Wójtostwo)
- Волка Тижинска (на полски: Wólka Tyrzyńska)
- Волка Тижинска Б (на полски: Wólka Tyrzyńska B)
- Воля Ходковска (на полски: Wola Chodkowska)
- Домбровки (на полски: Dąbrówki)
- Кемпа Белянска (на полски: Kępa Bielańska)
- Кемпа Вулчинска (на полски: Kępa Wólczyńska)
- Кемпечки (на полски: Kępeczki)
- Кочьолки (на полски: Kociołki)
- Кужми (на полски: Kuźmy)
- Лашовка (на полски: Łaszówka)
- Лучинов (на полски: Łuczynów)
- Майдани (на полски: Majdany)
- Нова Веш (на полски: Nowa Wieś)
- Новини (на полски: Nowiny)
- Опатковице (на полски: Opatkowice)
- Псари (на полски: Psary)
- Пшевуз (на полски: Przewóz)
- Пьотърковице (на полски: Piotrkowice)
- Ричивул (на полски: Ryczywół)
- Руда (на полски: Ruda)
- Самводже (на полски: Samwodzie)
- Станиславице (на полски: Stanisławice)
- Сташов (на полски: Staszów)
- Хинов (на полски: Chinów)
- Холендри Коженицке (на полски: Holendry Kozienickie)
- Холендри Кужминске (на полски: Holendry Kuźmińskie)
- Шверже Горне (на полски: Świerże Górne)
- Шметанки (на полски: Śmietanki)
- Яников (на полски: Janików)
- Яников-Фолварк (на полски: Janików-Folwark)
- Янув (на полски: Janów)